# Ихуд Бней Бака
«Ихуд Бней Бака» — израильский футбольный клуб из Бака-эль-Гарбии, основанный в 2005 году. Выступает во второй северной лиге Бет.

## История
Клуб основан в 2005 году, начав выступления в шестой по счёту лиге Израиля.
В первом сезоне выиграл свою турнирную таблицу проиграв только в двух матчах из 34, что позволило ему подняться в Лигу Бет.
На протяжении семи сезонов клуб оставался на плаву в своей лиге, имея возможность в сезоне 2010/2011 подняться выше, если бы не поражение «Хапоэлю Азору» в последнем туре, однако после того как команда заняла последнее место в сезоне 2012/2013, после чего снова опустились в низшую лигу израильского футбола. Однако уже через сезон команда смогла уверенно выиграть свою таблицу и снова подняться в Лигу Бет.

## Последние матчи[7]
| Дата           | Соперник            | Счёт | Статус матча |
| -------------- | ------------------- | ---- | ------------ |
| 30 марта 2024  | Маккаби Ахва        | 3:3  | ЛБ           |
| 4 апреля 2024  | Хапоэль Бней Арара  | 0:4  | ЛБ           |
| 12 апреля 2024 | Бней Калансава      | 2:4  | ЛБ           |
| 19 апреля 2024 | Ихуд Бней Кафр Кара | 3:0  | ЛБ           |
| 26 апреля 2024 | Хапоэль Бней        | 3:1  | ЛБ           |